# Potentilla luteosericea
Potentilla luteosericea es una especie de planta del género Potentilla, perteneciente a la familia Rosaceae.

## Taxonomía
Potentilla luteosericea fue descrita por Per Axel Rydberg en 1898.

## Distribución
Se encuentra en el territorio noroeste de México.